# قارچ‌های دندانی
قارچ‌های دندانی (به انگلیسی: Tooth fungi) یا قارچ‌های هیدنوم (نام علمی: Hydnum) نام یک سرده از تیره قارچ‌های هیدناسئائه است.